# 7 Sins
7 Sins — компьютерная игра в жанре симулятор жизни, разработанная студией Monte Cristo и изданная компанией Digital Jesters для Windows и PlayStation 2 в 2005 году.

## Игровой процесс
Игрок должен добраться до вершины социальной лестницы и принимать решения, связанные с семью смертными грехами. Действие игры происходит в вымышленном городе Apple City. В процессе игрок принимает решения, связанные с гордыней, гневом, жадностью, завистью, похотью, ленью и обжорством. Новые миссии станут доступны после построения отношений на текущем уровне. Всего в игре семь частей и сотня неигровых персонажей, с которыми предстоит взаимодействовать игроку.
Игра имела явно взрослый уклон не редко затрагивая тему секса, а большая часть задач на уровнях сводятся к соблазнению разных девушек.

## Сюжет
Главный герой игры Люк (настоящее имя Джей Сокол), желая добиться популярности в престижном и роскошном городе Apple City, вынужден покорить все восточные и южные закоулки города, где проживает местная элита. Глава начинается в магазине одежды «Сакс», где работает Люк. Постепенно игрок будет переходить в такие места, как Клуб «Эдем», роскошный ресторан «Л’Эскарго», садомазохистский клуб, бойцовский клуб и пр., со временем обретая популярность, благодаря своему обаянию и смекалке. В конце главного героя ждет великое испытание со своими грехами во время сна.

## Оценки и мнения
| Сводный рейтинг       | Сводный рейтинг |
| Агрегатор             | Оценка          |
| --------------------- | --------------- |
| «Критиканство»        | 71/100          |
| Иноязычные издания    |                 |
| Издание               | Оценка          |
| PC Zone               | 6/10            |
| Русскоязычные издания |                 |
| Издание               | Оценка          |
| «Игромания»           | 7,5/10          |

Британский журнал PC Zone оценил игру на 6 из 10 баллов.
Представитель журнала «Игромания» Алексей Чеберда оценил 7 Sins в 7,5 баллов из 10 возможных и заключил: «7 Sins спасает только одно — эта игра дает нам редкую возможность побывать в шкуре развратника и злодея. Так что если хотите пошалить — милости просим!»